# Wüstebachtal
Das Wüstebachtal ist ein Naturschutzgebiet in der Nähe von Monschau in der Städteregion Aachen in Nordrhein-Westfalen. Es ist benannt nach der Erkensruhr, die im Oberlauf Wüstebach heißt.

## Lage
Das Naturschutzgebiet Wüstebachtal liegt im Nationalpark Eifel und ist Bestandteil des Naturparks Hohes Venn-Eifel. Das Naturschutzgebiet ist zudem Teil des FFH-Gebiets Dedenborn, Talaue des Püngel-, Wüstebaches und Erkensruhroberlauf (FFH-Nr. DE-5404-303; WDPA-Nr. 555520757, FFH: Dedenborn, Talaue des Püngel-, Wüstebaches und Erkensruhroberlau). Das Landschaftsschutzgebiet Monschau-Hellenthaler Waldhochfläche (WDPA-Nr. 555558778, LSG: Monschau-Hellenthaler Waldhochfläche) umgibt das Naturschutzgebiet.

## Beschreibung
Das Gebiet besteht aus den bis zu 60 Metern breiten Talauen des Wüstenbachoberlaufs und der Nebenbäche Schwarzbach und Viehbach. Die Bäche sind Teil des Flusssystems der Rur. Am Oberlauf befinden sich ein Torfmoos, ein Erlensumpfrest und eine schmale Grünlandbrache. Auf der rechten Talseite wachsen Bärwurz und Schlangenknöterich. Eine 400 Meter lange Nass- und Magerweidenbrachen nimmt die gesamte, an der Einmündung eines linken Nebenbaches bis 100 Meter breite, Aue ein. Hier sind artenreiche Bärwurzwiesen mit großen Beständen der Gelben Narzisse. Der anschließende, schmalere und etwas tiefer eingeschnittene Kerbtalabschnitt bis zur Einmündung des Schwarzbaches, wird an den Talrändern von alten Fichtenforsten gesäumt. Entlang des Baches und an den Unterhängen sind verbuschte Mager- und Nasswiesenbrachen. Am Bach stehen streckenweise noch Erlen, Eschen, Bergahorn und Strauchweiden. Weiter befinden sich im Tal Löschwasserteiche mit Röhricht und Laichkrautbeständen. Weiter bachabwärts liegt ein ehemaliger Fischteich. Der Wert des beschriebenen Bachtalsystems liegt in seinen ökologisch wertvollen Auenbereichen, vor allem im Wüstebachtal.

## Schutzzweck
Geschützt werden sollen die Lebensräume vieler nach der Roten Liste der gefährdeten Pflanzen, Pilze und Tiere in NRW bedrohter Arten.
Ziele sind die Erhaltung und Entwicklung folgender natürlicher Lebensräume gemäß Anhang I der FFH-Richtlinie:
- Fließgewässer mit Unterwasservegetation
- Berg-Mähwiesen

Das Gebiet hat besondere Bedeutung für folgende Pflanzen und Tiere:
- Prächtiger Dünnfarn (Trichomanes speciosum)
- Großes Mausohr
- Wasserfledermaus
- Kleine Bartfledermaus
- Braunes Langohr
- Gelbe Narzisse

Diese zu schützenden Biotoptypen sind in diesem Gebiet anzutreffen: Nass- und Feuchtgrünland, naturnahe und unverbaute Bachabschnitte,  Magerwiesen, Sümpfe, Bruch- und Sumpfwälder, Auenwälder und Röhrichte.